# Albânia e as armas de destruição em massa
Albânia já possuía um arsenal de armas de destruição em massa. Este arsenal de armas químicas incluía 16.678 kg (36.769 lb) de agente mostarda, lewisite, adamsite e cloroacetofenona.
Albânia foi um dos primeiros países que assinaram a Convenção sobre Armas Químicas (CWC), em 1993. O tratado, que entrou em vigor em 1997, requer a declaração de arsenais químicos, e na destruição de todas as armas químicas, sistemas de distribuição e instalações de produção. Uma das seis nações a declarar um estoque, a Albânia fez sua declaração em março de 2003, depois da descoberta, em dezembro de 2002, de 600 containers de produtos químicos em um bunker abandonado. O material foi provavelmente adquirido pelo líder comunista Enver Hoxha, em meados da década de 1970 a partir da China, embora nenhuma documentação foi encontrada.

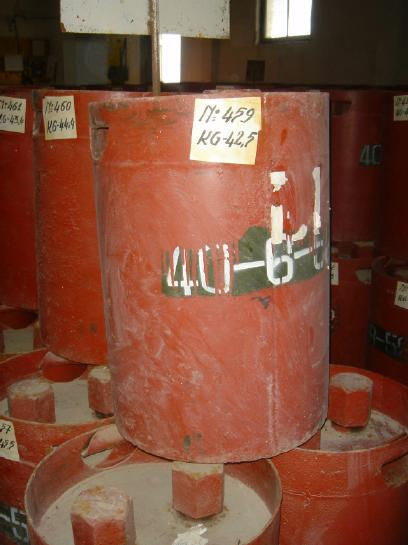
Armas químicas da Albânia.

Em 11 de julho de 2007, a Organização para a Proibição de Armas Químicas (OPAQ), confirmou a destruição de todo o arsenal de armas químicas na Albânia, fazendo a Albânia a primeira nação a destruir completamente todas as suas armas químicas, nos termos da CWC. Os custos foram de cerca de 48 milhões dólares americanos. Os Estados Unidos ajudaram com o financiamento as operações de destruição sob a Nunn–Lugar Cooperative Threat Reduction.

## Armas biológicas e nucleares
Albânia aderiu à Convenção sobre as Armas Biológicas em 3 de junho de 1992 para a proibição de armas biológicas. Também aderiu ao Tratado de Não Proliferação de Armas Nucleares, em setembro de 1990. Albânia se juntou ao Protocolo de Genebra em 20 de dezembro de 1989, para a proibição de armas químicas e biológicas e depositou a sua adesão ao Tratado para a Proibição Completa dos Testes Nucleares em 23 de abril de 2003.